# Kin-dza-dza!
Kin-dza-dza! – radziecka komedia fantastyczna z 1987 roku w reżyserii Gieorgija Danelii.

## Opis fabuły
Na ulicach Moskwy pojawia się bosonogi przybysz, który mimo chłodu jest odziany w liche, potargane palto. Przechodniom przedstawia się jako mieszkaniec planety Uzm, który stracił z nią kontakt i nie może powrócić do swojej galaktyki. Budowlaniec zwany wujkiem Wową i gruziński student Gedewan, zwany Skrzypkiem decydują się mu pomóc. Wowa przez przypadek uruchamia pojazd, należący do przybysza i obaj ze Skrzypkiem zostają przeniesieni na planetę Pliuk w galaktyce Kin-dza-dza. Pod względem cywilizacyjnym Pliuk jest bardziej zaawansowana technicznie niż Ziemia, ale jej mieszkańcy wydają się zacofani pod względem organizacji społecznej. Do rozpoznawania istot żywych Pliukanie używają strumienia światła, który skierowany w odpowiednim kierunku ujawnia, czy osobnik należy do wyższej kasty Czatlanów czy do gorszych Pacaków. Pliukanie rozmawiają ze sobą, używając sylab, ale dość szybko zaczynają rozmawiać po rosyjsku z przybyszami. Wowa i Skrzypek są jednak traktowani na równi z Pacakami, a jedyną umiejętnością, cenioną przez Czatlanów jest to, że przybysze śpiewają rzewne rosyjskie piosenki. Dzięki zastosowaniu tajemniczej broni Czatlanów − tranklukatora Wowie i Skrzypkowi udaje się powrócić na Ziemię.
Film realizowano w Moskwie, a także w Turkmenistanie, na pustyni Kara-kum, imitującą w filmie planetę Pliuk. Film stał się w ZSRR sukcesem kasowym - tylko w 1987 film obejrzało 15,7 mln widzów.

## Obsada
- Stanisław Lubszyn jako Władimir Maszkow (Wujek Wowa)
- Lewan Gabriadze jako Gedewan Aleksidze (Skrzypek)
- Jewgienij Leonow jako Uef (Czatlanin)
- Jurij Jakowlew jako Bi (Pacak)
- Olga Maszna jako Dekont
- Lew Pierfiłow jako Kyrr
- Irina Szmielowa jako Can
- Anatolij Sierienko jako tajemniczy przybysz z planety Uzm
- Nikołaj Garo
- Ludmiła Sołodienko
- Igor Bogolubow